# Radar (futebolista)
João Roberto Cavalcante da Silva, mais conhecido por Radar (Fernandópolis, 27 de janeiro de 1956 — Votuporanga, 13 de dezembro de 2014) foi um futebolista brasileiro, conhecido por ter atuado em 1978 pelo Flamengo, formando dupla de ataque com Zico.

## Carreira
Radar começou sua carreira futebolística em 1973, com 17 anos, quando foi levado por um tio para Campinas e passaria na “peneira” dos juvenis da Ponte Preta. Recebeu o apelido de Radar pelo famoso goleiro Valdir Peres. Nos treinos do goleiro, ele se esforçava ao máximo para cabecear e tentar o gol. Valdir disse: “este moleque está em todas as bolas, parece uma Radar”.
Depois de profissionalizar-se na Ponte Preta, Radar jogou ainda pela Portuguesa dos Desportos, pelo Rio Verde (GO), quando, em 1978, foi contratado pelo Flamengo.
Pelo Rubro-Negro carioca, disputou 21 partidas (14 vitórias, 5 empates e 2 derrotas) e marcou 10 gols. Quatro foram só na goleada por 4 a 0 diante do Bangu, no Campeonato Carioca de 1978. Estes 4 gols lhe renderam uma "reportagem" no quadro "artilheiro do Fantástico". Os outros 6 gols de Radar com a camisa do Flamengo foram - Americano de Campos (1), Portuguesa-SP (1), Seleção de Ipiáu (2), Corinthians-SP (1) e Comercial-MS (1).
Em 1979, foi contratado pela Ferroviária-SP, onde disputou 3 campeonatos paulistas e duas taças de Prata com a camisa 9 grená. Marcou 12 gols em 48 jogos.
No segundo semestre de 1981, defendeu o Santo André-SP, pelo qual foi campeão da Série A-2 paulista, tendo feito o gol do título.
Em 1982, jogou a 1a divisão paulista pelo Rio Branco.
Em 1983, foi contratado pelo Penafiel-POR, defendendo as cores da equipe na 1.ª Divisão portuguesa na temporada 1983-84.[carece de fontes?] Voltou ao Brasil para defender as cores do Corumbaense-MS, onde foi campeão estadual, e encerrou sua carreira, aos 29 anos.
Após "pendurar as chuteiras", voltou para a cidade de Votuporanga-SP e assumiu a escolinha de futebol mantida pela secretaria Municipal de Esportes.
Em 2011, foi homenageado com a entrega do título de “Cidadão Votuporanguense”, por sua carreira como desportista.
Morreu de câncer no pulmão, em 2014, anos depois de ter feito um transplante de fígado.

### Clubes
| Ano       | Clube                      |
| --------- | -------------------------- |
| 1973-1975 | Ponte Preta                |
| 1976      | Portuguesa                 |
| 1977      | Rio Verde-GO               |
| 1978      | Flamengo                   |
| 1979-1981 | Ferroviária-SP             |
| 1981      | Santo André-SP             |
| 1982      | Rio Branco de Americana-SP |
| 1983-1984 | Penafiel                   |
| 1984-1985 | Corumbaense-MS             |

## Conquistas
- 1981 - Campeonato Paulista - Série A2 (Santo André-SP)
- 1984 - Campeonato Sul-Mato-Grossense de 1984 - Corumbaense

## Honrarias
- 2011 - Congratulado com o título de “Cidadão Votuporanguense” por sua carreira como desportista.[2]

## Curiosidades
- Em 1981, Radar foi assinar o contrato com o Santo André-SP, em 1981, na Federação Paulista de Futebol. Na volta, pegou carona com o lateral esquerdo Dodô. Na Av. do Estado foram parados pela policia devido excesso de velocidade. Dodô perguntou ao policial qual a prova do excesso e este respondeu: "O radar acusou". Dodô virou-se para o Radar e falou: "Além de eu lhe dar carona, ainda me entrega pra policia?"[6]